# Палмета
Палмета је украсни мотив у архитектури и примењеној уметности у облику стилизованог листа палме. Етимолошки палмета потиче од латинске речи palm (длан) а основа је и за назив биљака палми, јер део њих има прстасто сложен лист.